# Universidad de Massachusetts Amherst

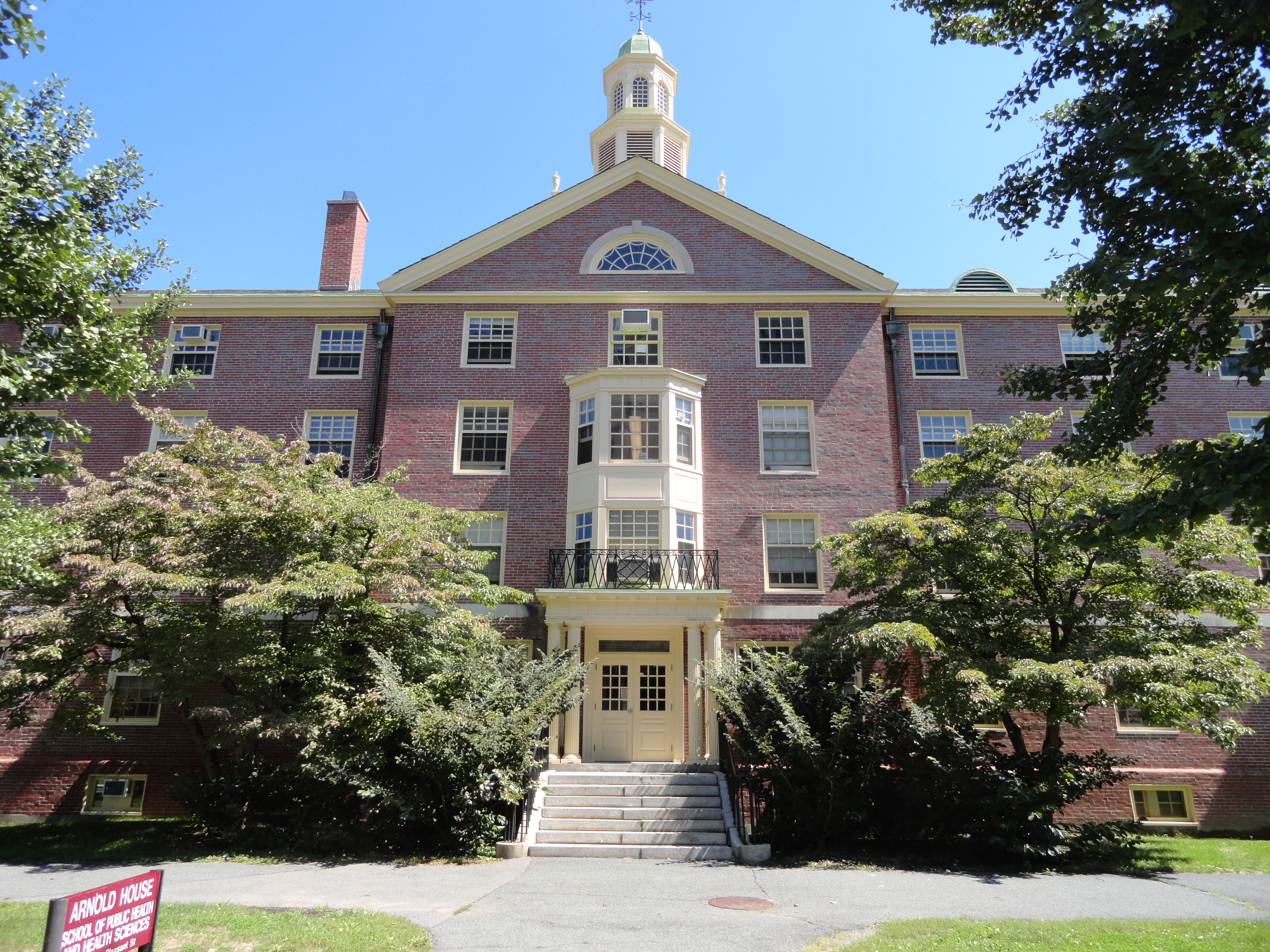
Arnold House, edificido del área residencial del noroeste, la zona residencial más antigua de UMass Amherst.

La Universidad de Massachusetts Amherst (Inglés: University of Massachusetts Amherst, también conocida como UMass, o UMass Amherst) es una universidad pública y centro de investigación de Estados Unidos ubicada en Amherst, Massachusetts. Es el campus insignia de la Universidad de Massachusetts, un sistema de universidades públicas de Massachusetts. Cuenta con aproximadamente 1300 profesores y más de 30.000 estudiantes, lo que la convierte en la Universidad pública más grande de Nueva Inglaterra. Es considerada una de las mejores universidades públicas de los Estados Unidos, habiendo obtenido el puesto 26 de más de 700 instituciones consideradas por U.S. News and World Report.
La Universidad ofrece 109 títulos de grado, 77 maestrías y 48 doctorados. El ofrecimiento académico está repartido entre sus nueve escuelas y facultades: La Facultad de Educación, la Facultad de Ingeniería, la Facultad de Humanidades y Bellas Artes, la Facultad de Ciencias de la Información y Computación, la Escuela de Administración Isenberg, la Facultad de Ciencias Naturales, la Facultad de Enfermería, la Facultad de Ciencias Sociales y la Escuela de Salud Pública y Ciencias de la Salud. La Universidad está acreditada por la Comisión de Educación Superior de Nueva Inglaterra.
La Universidad de Massachusetts Amherst ha sido clasificada como una Research I University, categoría usada por la Clasificación Carnegie para definir a universidades con un muy alto nivel de actividad científica. En el año fiscal 2017, la inversión total en investigación fue de 219.9 millones de dólares, representando un aumento de 5 millones comparado al año fiscal anterior.

## Historia

### Fundación y primeros años
La Universidad fue fundada en 1863, tras la provisión de terrenos y financiamiento concedida por los estatutos denominados Morill Land-Grant, con el propósito de ofrecer educación a ciudadanos de Massachusetts en «disciplinas agrícolas, mecánicas, y militares». Por lo tanto, la Universidad inicialmente se llamó el Colegio Agrícola de Massachusetts (inglés: Massachusetts Agricultural College). En 1867, el colegio admitió su primera clase de alumnos después de que William S. Clark asumiera el cargo de presidente, y pusiera en marcha la conclusión del profesorado e infraestructura. A pesar de ser el tercer presidente del colegio, fue el primero en servir a largo plazo, y es considerado como el principal fundador. De los fundadores del colegio, están los «cuatro fundadores»: Clark, Levi Stockbridge, Charles Goessmann, y Henry Hill Goodell, descritos en orden como «el botánico», «el granjero», «el químico» y  «el hombre de letras».
Aunque la matriculación de alumnos era lenta durante los años 1870, el colegio generó impulso bajo el liderazgo del presidente Henry Goodell. En los años 1880, Goodell implementó un plan de expansión, de tal forma añadiendo el primer gimnasio (1883), una biblioteca con arquitectura de capilla (1885) y las Estaciones de Experimento del Este y Oeste (1886 y 1890). La laguna del campus, actualmente un foco de la comunidad universitaria, fue creada represando un arroyo. A comienzos del siglo XX la Universidad experimentó una explosión de crecimiento tanto del alumnado como del currículo. La primera estudiante femenina fue admitida a tiempo medio en 1875. En 1892 se admitió la primera estudiante a tiempo completo. En 1903 se construyó el Draper Hall, un edificio residencial para el uso de estudiantes femeninas. Tras un incremento sustancial en la matriculación, un currículo expandido, y la incorporación de las artes liberales, la institución fue renombrada a Colegio Estatal de Massachusetts (inglés: Massachusetts State College) en 1931.
Después de la Segunda Guerra Mundial, el colegio pasó por una segunda explosión de nuevos estudiantes. Los presidentes de la escuela Hugh Potter Baker y Ralph Van Meter impulsaron nuevos proyectos de construcción para ampliar la capacidad residencial (Áreas residenciales Northeast y Central). Acorde a está ampliación, en 1947 la institución fue renombrada a Universidad de Massachusetts.

### Era moderna
Para los años 1970, la Universidad continuaba creciendo y empezó un servicio de autobús, además de otras adiciones arquitectónicas; incluyendo el Centro del Campus Murray D. Lincoln, que incluía un hotel, espacio de oficinas, un restaurante, una tienda oficial de la universidad y un pasillo hacia el estacionamiento, la biblioteca W. E. B. Du Bois, y el Centro de Bellas Artes.
A lo largo de las siguientes dos décadas la universidad fue surgiendo como un centro importante de investigación, tras la construcción del Centro de Investigación Posgrado John W. Lederle y el Centro Nacional de Investigación de Polímeros Conte. Para eventos grandes o atléticos, se construyó el Centro Mullins en 1993; para el año 1995, cuando el equipo de baloncesto obtuvo reconocimiento nacional, las entradas se agotaban por completo.

### SigloXXI
Para el comienzo del siglo, UMass tuvo un alumnado matriculado de 19,061 estudiantes. En 2003, la Universidad fue designada por primera vez como una Universidad Científica y el campus insignia del sistema de la Universidad de Massachusetts por la Legislatura Estatal de Massachusetts. La Universidad fue nombrada una de las mayores productoras de ganadores del Premio Fullbright para el año académico 2008-2009. En 2010 fue nombrada unas de las universidades que más contribuía al programa Teaching Corps de la organización Teach For America. En 2012, Kumble R. Subbaswamy asumió el cargo de canciller (máxima autoridad) de la universidad; además de ser un líder popular, bajo su liderazgo la Universidad ha trepado los rankings nacionales a un ritmo extraordinario gracias a los enfoques en excelencia académica. En 2018 la Universidad de Massachusetts adquirió la propiedad del Colegio Universitario de Mount Ida tras haber quebrado, de tal forma extendiendo su alcance al este de Massachusetts y ofreciendo una residencia para estudiantes internados en el área de Boston.

## Organización y administración
Desde la fundación del Colegio Agrícola de Massachusetts, 30 personas han liderado la Universidad. La institución inicialmente tenía de liderazgo a «presidentes», sin embargo, el nombre del título fue cambiado a «canciller» en 1970. Cuando la Universidad de Massachusetts Boston fue fundada en 1963, inicialmente estaba atada a la administración del campus de Amherst como un departamento afiliado fuera-de-sitio. Sin embargo, en 1970 la reforma cambió la jerarquía dando el liderazgo a «cancilleres» de cada campus al mando de un «presidente» del sistema universitario que conformaban los cinco campus (Amherst, Boston, Lowell, Dartmouth y Worcester Medical School).
El canciller actual de la Universidad de Massachusetts Amherst es el Kumble R. Subbaswamy. El canciller reside en el área residencial designada para cancilleres de Hillside.
La Universidad emplea aproximadamente a 1300 profesores de tiempo completo, y están divididos en las nueve escuelas y facultades.
Los estudiantes que no estén conformes con ninguno de los títulos de grado ofrecidos pueden aplicar para registrarse en una carrera de grado con una concentración individual (Inglés: Bachelor's Degree with Individual Concentration, BDIC). Este es un programa de estudio multidisciplinario que permite a un estudiante diseñar su propia carrera por medio de la elección de clases en por lo menos tres áreas de estudio o disciplinas distintas. Las clases pueden elegirse de cualquier Facultad de la Universidad al igual que de instituciones vecinas miembros del Five College Consorcium. Estudiantes del BDIC son asignados una de cinco concentraciones académicas: Artes y Estudios Culturales, Administración Empresarial y Derecho, Comunicación, Educación y Desarrollo Humano, Ciencias de la Computación e Ingeniería.
La Universidad también ofrece dos programas diseñados para adultos y estudiantes que deseen continuar su educación, conocidos como University Without Walls (traducción literal: Universidad Sin Barreras) y Continuing and Professional Education (CPE).

## Campus e infraestructura universitaria
El campus de la Universidad de Massachusetts Amherst está ubicado sobre 1.463 acres (aproximadamente 5.92 km²) de terreno, mayormente ubicado en el norte de Amherst, aunque parte llega hasta el pueblo vecino de Hadley. El campus se extiende aproximadamente 1 milla (1.6 km) en todas las direcciones desde el Centro del Campus. El diseño de los edificios se puede imaginar como una serie de «aros» alrededor del centro; el más cercano albergando los edificios académicos y los laboratorios científicos, seguido por las áreas  residenciales, incluyendo los dos complejos de apartamentos pertenecientes a la universidad. Todo esto es rodeado por áreas recreativas, complejos deportivos, y estacionamientos.
La Universidad tiene su propia planta generadora de energía y calefacción. La planta fue abierta en 2009 después de diez años de planeamiento, reemplazando una planta generadora de carbón inaugurada en 1918, de tal forma reduciendo las emisiones del efecto invernadero en un 75%. En 2011, la nueva planta fue reconocida como la central eléctrica más limpia de su tamaño en Nueva Inglaterra y ha sido reconocida por mantener una eficiencia del 80% por 18 meses subsecuentes. En 2008, la planta recibió el premio Combined Cycle Journal Pacesetter como el mejor proyecto de una planta generadora de energía y calefacción del año. El premio hacía referencia al diseño innovador, eficiencia, confiabilidad y beneficios ambientales. En 2009, la planta recibió el premio Sustainable Campus Leadership de la International District Energy Association. El premio reconoce «liderazgo ejemplar en el avance de energía eficiente y administración ambiental global por medio de inversiones en un diseño innovador de distritos energéticos». En 2011, la Agencia de Protección Ambiental (EPA) le concedió el premio de Combined Heat and Power Energy Star para reconocer las emisiones reducidas y la eficiencia aumentada de la nueva planta.
La Biblioteca W.E.B Du Bois es una de dos bibliotecas en el campus, y la segunda biblioteca universitaria más alta del mundo, con 26 pisos y más de 90 m de altura. Antes de su construcción en los años 1960, Goodell Hall era la biblioteca universitaria después de que la capilla (inglés: Old Chapel) no tuviese el suficiente espacio para almacenar los libros de la Universidad. La actual biblioteca es reconocida por su arquitectura innovadora, que incorpora estantes para libros en la propia estructura del edificio.  En la biblioteca se guardan los trabajos académicos del distinguido activista afroamericano W. E. B. Du Bois. La biblioteca también guarda gran cantidad de documentos históricos.
La Biblioteca de Ingeniería y Ciencia es la única otra biblioteca ubicada en el campus y está en el Centro de Investigación Posgrado Lederle. UMass también contiene la biblioteca biblioteca de filmes DEFA, la única colección de filmes del este de Alemania fuera de Europa, además de la Biblioteca Shirley Graham Du Bois en el New Africa House.
La infraestructura del campus ha sido renovada extensamente a finales de los años 1990. Entre los edificios nuevos y renovados se encuentran nuevos apartamentos para estudiantes, el comedor Hampshire, una biblioteca, la escuela de administración empresarial, el edificio de ciencias integradas, la escuela de enfermería, el edificio de diseño y artes, la planta generadora de electricidad y calefacción (CHP), e infraestructura adicional para ejercicios y atletismo. Proyectos que recientemente se han completado incluyen la nueva estación de policía del campus, el edificio George N. Parks de la banda de marchas de los Minuteman, el laboratorio de ciencias de la vida, y el centro de aprendizaje integrador.

### Vida residencial
La vida residencial en el campus de la Universidad de Massachusetts Amherst es una de las más grandes en Estados Unidos. Más de 14.000 estudiantes viven en 52 edificios residenciales, mientras que funcionarios y estudiantes posgrado viven en apartamentos de 345 unidades (North Village y Lincoln). Los edificios residenciales están separados en siete áreas residenciales diferentes: Central, Northeast, Orchard Hill, Southwest, Sylvan, North Aparments y la comunidad residencial del Commonwealth Honors College. Cada área residencial tiene distintas características, algunas inspiradas por ubicación, arquitectura, y los programas culturales y académicos que cada área alberga. Cada área residencial contiene salones de clase, dormitorios, áreas de recreación y estudio, cocinas, lavanderías, y comedores; además de ser gestionadas por su propio gobierno estudiantil.

### Expansión del campus
La Universidad de Massachusetts Amherst invirtió 1.100 millones de dólares a lo largo de diez años para la renovación del campus en 2004. Esto incluía el nuevo edificio de ciencias de la vida que tenía un costo total de 156 millones de dólares, el Centro Champions de baloncesto con un costo de 30 millones de dólares, un edificio académico de 85 millones de dólares, y renovaciones de 30 millones para el estadio de fútbol americano.
Para el 2015, la Universidad y la compañía de servicios local WMECO construirán una estación eléctrica para el campus. El proyecto costará 40 millones de dólares y complementará la planta generadora de energía existente.
En abril de 2017, la UMass Amherst oficialmente inauguró el edificio de diseño de más de 8.000 m² con un costo total de 50 millones de dólares. Es el edificio de madera CLT más avanzado de Estados Unidos, y el edificio moderno de madera más grande del noreste estadounidense.

### Campus Mount Ida de UMass Amherst
El 6 de abril de 2018, el Colegio Universitario de Mount Ida anunció que la Universidad de Massachusetts adquiriría su campus. Los estudiantes de Mount Ida fueron concedidos admisión garantizada a la Universidad de Massachusetts Dartmouth, y el campus se volvió parte de UMass Amherst. El campus fue renombrado a Campus Mount Ida de la UMass Amherst y funciona como un campus a distancia. El propósito de este nuevo campus será utilizado para internados y prácticas profesionales en el área de Boston. Los nuevos programas ofrecidos en el Campus Mount Ida estarán alineados en las especializaciones de la UMass Amherst y en áreas que impulsarán la economía de Massachusetts, como las ciencias de la salud, el emprendimiento, las ciencias de la computación y otras áreas de CTIM.

## Asociación de antiguos alumnos
El lema de la Asociación de Antiguos Alumnos es: You were. You are. UMASS.